# Le Roi Soleil (album)
Le Roi Soleil – album będący ścieżką dźwiękową z musicalu Le Roi Soleil, wydany 26 marca 2005 przez wytwórnię płytową Warner Music France. 
Wersja podstawowa albumu zawiera 13 utworów. Wersja rozszerzona, wydana 28 listopada 2005, została uzupełniona o drugą płytę z 12 kolejnymi utworami, trzy wersje akustyczne wcześniej wydanych kompozycji oraz wydawnictwo DVD z pięcioma materiałami wideo zwierającymi teledyski i filmy dokumentalne. Druga rozszerzona wersja albumu, wydana jako box set 2 października 2006, zawierała dodatkowo utwór „Ça Marche” wraz z teledyskiem, a także kolejny film.
Wydawnictwo notowane było na 7. miejscu walońskiego zestawienia sprzedaży Ultratop 50 Albums w Belgii, 3. pozycji na tworzonej przez Syndicat national de l’édition phonographique liście albumów we Francji, a także 40. pozycji w zestawieniu Alben Top 100 w Szwajcarii.
Album promowały single Emmanuela Moire „Être à la hauteur”, „Je fais de toi mon essentiel” oraz „La vie passe” wykonywany wspólnie z Cathialine Andrią. 

## Lista utworów
Opracowano na podstawie materiału źródłowego – podstawowej wersji albumu.
1. „Tant qu’on reve encore” (Acoustic)
2. „Je fais de toi mon essentiel”
3. „Être à la hauteur”
4. „Personne n’est personne”
5. „Un geste de vous”
6. „Entre ciel rt terre”
7. „Ou ca mene quand on s’aime”
8. „Qu’avons nous fait de vous”
9. „Et vice versailles”
10. „Encore du temps”
11. „S’aimer est interdit”
12. „La vie passe”
13. „Tant qu’on reve encore”

## Pozycja na liście sprzedaży
| Kraj       | Notowanie (2009)   | Najwyższa pozycja |
| ---------- | ------------------ | ----------------- |
| Francja    | SNEP               | 3                 |
| Belgia     | Ultratop 50 Albums | 7                 |
| Szwajcaria | Alben Top 100      | 40                |